# الياسمينات
الياسمينات هو حي سكني يوجد جنوبي مدينة بن عروس ويتبع لولايتها.ويجاورها مدينة رادس و المدينة الجديدة